# Neostylopyga ornata
Neostylopyga ornata är en kackerlacksart som först beskrevs av Brunner von Wattenwyl 1865.  Neostylopyga ornata ingår i släktet Neostylopyga och familjen storkackerlackor. Inga underarter finns listade i Catalogue of Life.